# FF Blur

FF Blur ist eine Schrift des britischen Designers Neville Brody aus dem Jahre 1992. Die Schriftfamilie umfasst die Schnitte Light, Medium und Bold. Kursive Schnitte gibt es von der FF Blur nicht.

## Geschichte
Die Einführung des Macintosh-Computers Mitte der 1980er Jahre erlaubte die Konstruktion und Dekonstruktion von Schriften und typografischen Elementen auf einfachste Weise. Designer nutzten und erprobten die neue Technologie und stellten jahrhundertealte typografische Regeln auf den Kopf. Brodys FF Blur ist ein Beispiel dafür. Beeinflusst von der Punk-Ästhetik der späten 1970er Jahre, begann Brody seine Karriere am London College of Printing und entwarf später als Art Director von Fetish Records Plattencover für verschiedene Künstler. Die Buchstabenformen der FF Blur sind an den Rändern unscharf, wie ein unscharfes Foto. Brody erzeugte diesen Effekt mit der Weichzeichnerfunktion des Bildbearbeitungsprogramms von Adobe Photoshop und bearbeitet damit eine Groteskschrift – Helvetica oder Akzidenz-Grotesk. Die FF Blur ähnelt einer Schrift, die durch vielfaches Kopieren von fotokopierten Vorlagen erzeugt wurde.
2011 wurde die FF Blur in die Designsammlung des Museum of Modern Art (MoMA) in New York aufgenommen.